# Sceleocantha carteri
Sceleocantha carteri là một loài bọ cánh cứng trong họ Cerambycidae.